# Harry Goldschmidt

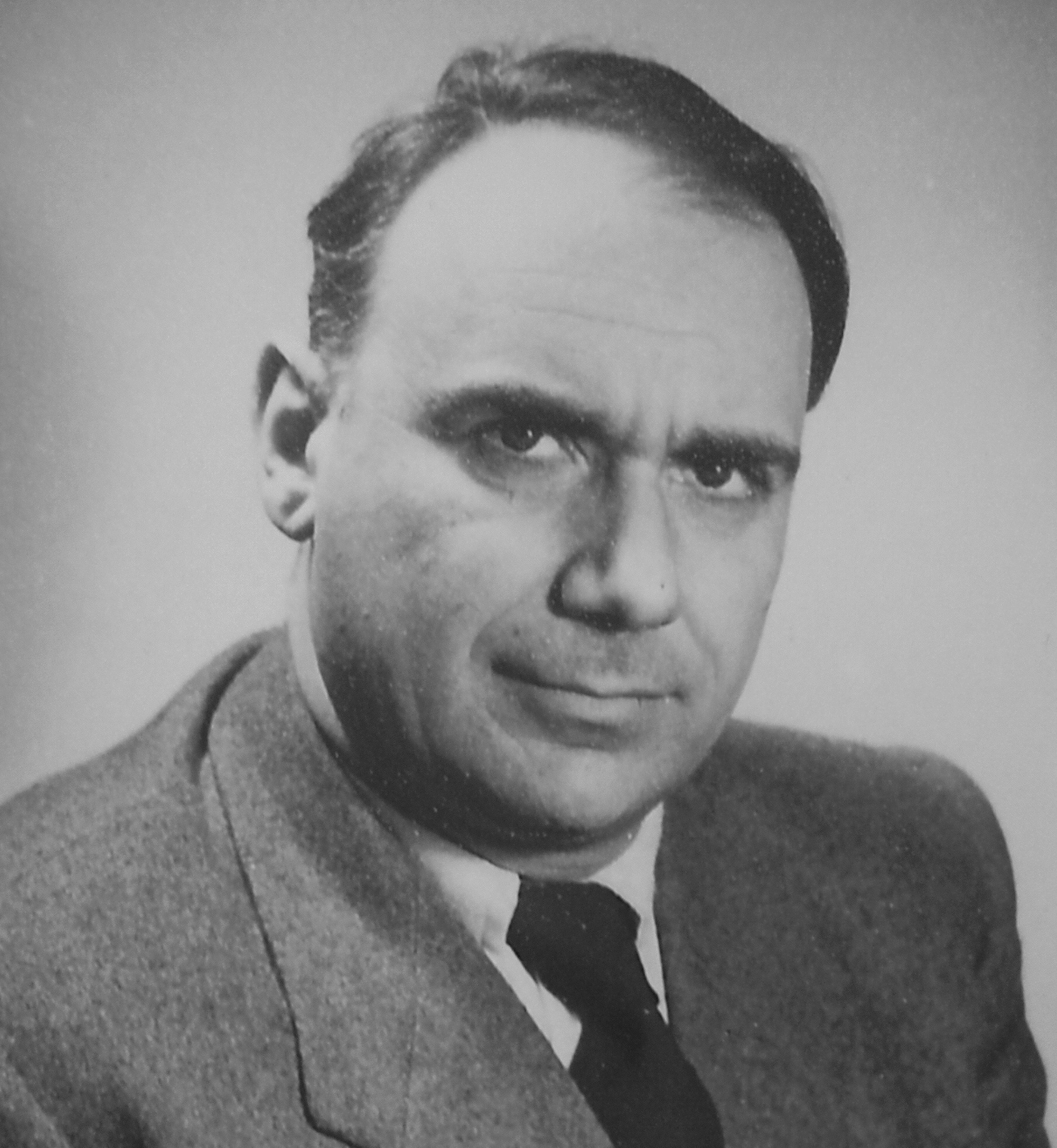
Harry Goldschmidt (1951)

Harry Goldschmidt (* 17. Juni 1910 in Basel; † 19. November 1986 in Dresden) war ein Schweizer Musikwissenschaftler.

## Leben

### 1910–1949: Basel, Weimarer Republik, Frankreich, Westafrika, Schweiz
Harry Goldschmidt wurde am 17. Juni 1910 in Basel als zweites Kind von Siegfried Goldschmidt, Bankkaufmann aus Frankfurt am Main, und Vally Goldschmidt-Peiser, Lehrerin aus Breslau, geboren. Der Knabe erhielt die Vornamen von Heinrich Heine: Heinrich (Harry) Leopold. Die klassisch gebildeten Eltern kamen aus nicht-praktizierenden, vollständig assimilierten deutsch-jüdischen Familien und erwarben am 8. August 1919 in der Stadt Basel, wo Vater Siegfried 1905 der jüngste Bankdirektor der Schweiz bei der Schweizerischen Kreditanstalt (heute Credit Suisse) geworden war, das Schweizer Bürgerrecht.
Nach dem Besuch des Humanistischen Gymnasiums seiner Heimatstadt begann Goldschmidt 1928 ein Studium an der Universität Basel in Musikwissenschaft (Karl Nef und Jacques Handschin), Ethnologie (Felix Speiser) und Psychologie. Eine Doktorarbeit in Musikethnologie wurde nach 1936 in Angriff genommen, blieb jedoch wegen des Aktivdienstes in der Schweizer Armee (1939–1945) während des Zweiten Weltkrieges unvollendet. Ein Jugendroman «Ellen und Ott» (Zürich 1937), unter dem Pseudonym Konrad Illi veröffentlicht, wurde von Goldschmidt mit verschmitztem Lächeln stets standhaft verleugnet.
Gleichzeitig bildete sich Goldschmidt am Basler Konservatorium, das er schon seit 1926 neben der Schule besucht hatte, zum Musiker aus (Klavier, Komposition, Dirigieren) und erwarb bereits nach einem Jahr bei Felix Weingartner, der seinerzeit in Basel weilte, das Dirigentendiplom. Zur weiteren Ausbildung ging er 1929 zu Hermann Scherchen nach Königsberg (Ostmarkenrundfunk Preußen). 1930–31 vervollständigte Goldschmidt seine Musikstudien an der Staatlichen Musikhochschule in Berlin. In die Schweiz zurückgekehrt, ging er Anfang der 1930er Jahre nach Paris und London als Schriftsteller und Musikberichterstatter für einige Schweizer Blätter und ständiger Mitarbeiter verschiedener internationaler Musikzeitschriften. 1933 wurde Goldschmidt Musikkritiker an der Basler «National-Zeitung» (heute «Basler Zeitung»), was er – mit kriegsbedingten Unterbrechungen – bis 1948 blieb.
Goldschmidt war in den 1930er Jahren, u. a. durch den Einfluss Hermann Scherchens und Felix Speisers, besonders an der Musik der «Naturvölker» interessiert. So war er, von Paris aus, 1939 gemeinsam mit Mythen- und Sprachforschern Teilnehmer einer musikethnologischen Expedition in Westafrika (v. a. Senegal), die als eine der ersten auch das neue technische Mittel der Tonbandaufnahmen nutzte. Die Expedition musste allerdings nach vier Monaten wegen des Kriegsausbruchs im September 1939 abgebrochen werden. Dennoch blieben die Erlebnisse und Erfahrungen mit der Musik außereuropäischer Völker für Goldschmidt auch im Weiteren prägend.
Nach der Demobilisierung aus dem Militärdienst 1945 war Goldschmidt weiter Musikkritiker für verschiedene Zeitschriften und Zeitungen, unter anderem auch für den Schweizer «Vorwärts», die Tageszeitung der neu gegründeten, linkssozialistischen Partei der Arbeit (einer Fusion der SP-Linken mit der KPS), deren Kulturarbeit er im Weiteren leitete. Im Rahmen dieser Tätigkeit gründete und leitete er einen gemischten Chor, die Singgruppe Basel, und beteiligte sich maßgeblich an der Organisation der Volkssinfoniekonzerte. Dies war ein Auftrag des Basler Gewerkschaftsbundes, in dem die PdA damals eine bedeutende Rolle spielte. Die Konzerte wurden von Goldschmidt nicht nur nach musikhistorischen Gesichtspunkten konzipiert, sondern auch durch Einführungsabende, die den Zusammenhang von Musik und Gesellschaft verdeutlichten, populärwissenschaftlich vorbereitet und fanden auf höchstem Niveau statt, nach dem Motto: «Für die werktätige Hörerschaft – das Beste!» So kam es zu denkwürdigen Begegnungen einfacher Arbeiter mit Künstlern wie Yehudi Menuhin, Clara Haskil, Pablo Casals u. a.
In dieser Zeit, d. h. von 1945 bis 1947, war Goldschmidt auch Sekretär der Basler Studienkommission für Radiofragen und ab 1947 Sekretär des Schweizerischen Filmarchivs. Dessen Konzept hatte Goldschmidt zusammen mit Georg Schmidt, der seit 1939 Leiter des Basler Kunstmuseums war, und anderen an den neuen Medien wissenschaftlich Interessierten entwickelt.
Goldschmidt, der während der Zeit des Nationalsozialismus rege Kontakte mit der antifaschistischen deutschen Emigration in der Schweiz hatte, erhielt in der Nachkriegszeit verschiedene Anfragen aus Deutschland, sich am Aufbau eines neuen, demokratischen Kulturlebens zu beteiligen. Durch sein öffentliches Auftreten für die PdA, deren Mitglied er schon bei der Gründung 1944 geworden war, im Zuge des beginnenden Kalten Krieges zunehmend brotlos geworden, entschloss er sich, dem Ruf nach Berlin zu folgen, wo man ihm eine Stelle am neu gegründeten Berliner Rundfunk angetragen hatte.

### 1949–1986: Tätigkeit in Berlin (Ost) und DDR
Im Februar 1949 siedelte Goldschmidt mit seiner Frau, der Choreografin Aenne Goldschmidt-Michel, nach Berlin über. Dort, im sowjetischen Sektor lebend, übernahm er die Leitung der Hauptabteilung Musik am Berliner Rundfunk, der damals als bizonales britisch-sowjetisches Projekt der Besatzungsmächte im britischen Sektor im Haus des Rundfunks an der Masurenallee geführt wurde.
Doch der eigenwillige Goldschmidt, der es gewohnt war, selbständig und kritisch zu denken sowie seine Meinung offen zu äußern, geriet schnell in Konflikt mit den sowjetischen Besatzungsbehörden: seine Musiklinie sei zu «kosmopolitisch», zu «westlich», zu «elitär» und berücksichtige zu wenig «die Musik der Völker der Sowjetunion». Doch das waren nur Vorwände, Goldschmidt loszuwerden wie auch viele andere nonkonforme «Westemigranten» – insbesondere nach der sog. Field-Affäre, deren stalinistische Schauprozesse und «Säuberungen» den gesamten sowjetischen Machtbereich erschütterten. Hinzu kam noch, dass Noel Field während des Krieges von der Schweiz aus gewirkt hatte und auch Goldschmidt durchaus kannte.
So verlor Goldschmidt bereits im Februar 1950 aufgrund stalinistischer Intrigen seine Stelle am Berliner Rundfunk. Doch bei wichtigen kulturpolitischen Kräften der am 7. Oktober 1949 gegründeten DDR war man durchaus nicht sowjetischer Meinung: Dort wusste man die antifaschistische Haltung, das profunde musikologische Wissen, die Erfahrungen in der Musikvermittlung und die marxistischen Auffassungen Goldschmidts sehr wohl zu schätzen. Paul Wandel, Minister für Volksbildung der DDR, berief ihn bereits im August 1950 zum Professor für Musikgeschichte an der neugegründeten Deutschen Hochschule für Musik (ab 1964 Hochschule für Musik „Hanns Eisler“ Berlin).
Dies verdankte Goldschmidt in bedeutendem Maße dem entschlossenen Eintreten von Freunden wie Georg Knepler, Hanns Eisler, Erich Weinert, Ernst Hermann Meyer, Paul Dessau u. a.
So gelang es Goldschmidt, noch in der ersten Hälfte der fünfziger Jahre trotz widriger Umstände eine breite musikwissenschaftliche Tätigkeit zu entfalten: Neben seiner Berufung als Dozent erhielt er den Auftrag für die Bach-Jubiläumsausstellung der DDR 1950 und die Beethoven-Jubiläumsausstellung 1952 in Berlin und Leipzig.
Die wichtigste Arbeit Goldschmidts aus dieser Zeit ist seine Franz-Schubert-Biografie «Schubert – ein Lebensbild», die 1954 im Henschelverlag Berlin erschien und sechs weitere Auflagen erlebte. Dieses nachmalige Standardwerk der Schubert-Biografik wurde von der Berliner Humboldt-Universität als Dissertation angenommen und Goldschmidt am 29. April 1959 zum Dr. phil. promoviert.
1950–55 Dozent für Musikgeschichte an der Ostberliner Musikhochschule, ging Goldschmidt 1955–56 im Auftrag des Kulturministeriums der DDR für ein halbes Jahr nach China. In der am 1. Oktober 1949 gegründeten Volksrepublik galt Mao Zedongs Devise: «Lasst hundert Blumen blühen!» Dementsprechend war man aufgeschlossen gegenüber europäischer Musik und Goldschmidt hielt an verschiedenen chinesischen Universitäten Vorlesungen über deutsche und europäische Musikgeschichte.
Nach seiner Rückkehr aus China 1956 wirkte Goldschmidt als freiberuflicher Musikwissenschaftler mit Gastvorlesungen an der Humboldt-Universität zu Berlin. Von 1960 bis 1965 leitete er das Zentralinstitut für Musikforschung in Ostberlin.
Ab der zweiten Hälfte der 1960er Jahre wendete sich Goldschmidt mehr und mehr der Musik und der Biografie Ludwig van Beethovens zu, einschließlich grundlegender Probleme wie dem Verhältnis von Kunstwerk, Biografie und Zeitgeschichte oder dem Verhältnis von Sprache, Vokal- und Instrumentalmusik. Eine ganze Reihe von Schriften entstand (Aufsätze, Kongressreferate, Beethoven-Werkeinführungen, Beethoven-Studien). Goldschmidt organisierte im Auftrag der DDR-Regierung den Internationalen Beethovenkongress 1977 in Berlin. Die Regierung stellte dazu den neuerbauten Plenarsaal der Volkskammer im Palast der Republik zur Verfügung. So hielt der stellvertretende Kulturminister Werner Rackwitz am Rednerpult der Volkskammer das Eröffnungsreferat und Goldschmidt das Referat «Kunstwerk und Biographie».
Dabei kam auch die populärwissenschaftliche Vermittlung von gewonnenen Erkenntnissen nicht zu kurz: So konzipierte Goldschmidt die Beethoven-Gesamtausgabe der VEB Deutsche Schallplatten Berlin und schrieb dazu eine Vielzahl von Schallplattenhüllen-Texten. Die populären Werkeinführungen wurden später zum Reclam-Sammelband zusammengefasst (1975). Hinzu kamen Auftritte in Radio und Fernsehen der DDR sowie populärwissenschaftliche Referate vor Gewerkschaftern und anderen Nichtfachleuten.
Zu Beethoven erschienen neben einer Reihe von umfangreichen Büchern eine Vielzahl von Publikationen: s. u. Werke, Beethoven. Aber auch Schubert blieb weiterhin im Zentrum seiner Forschungen: s. u. Werke, Schubert.
In den Jahren 1976–86 beschäftigten Goldschmidt, wie schon seit Mitte der 1960er Jahre, vor allem die Problemkreise Biografik und Musikästhetik sowie das Verhältnis von Wort und Instrumentalmusik. So war er Organisator und Mitherausgeber der Diskussionsreihe «Musikästhetik in der Diskussion» (Leipzig 1981) sowie des Internationalen Kolloquiums Großkochberg 1981 «Komponisten auf Werk und Leben befragt» (Leipzig 1985).
Musikästhetik: Gedanken zu einer nicht-aristotelischen Musikästhetik – Referat auf dem II. Internationalen Seminar marxistischer Musikwissenschaftler (Berlin 1965), Musikverstehen als Postulat (Köln 1974), Cantando–Sonando. Einige Ansätze zu einer systematischen Musikästhetik (Berlin 1977/78)
Wort und Instrumentalmusik: Über die Einheit der vokalen und instrumentalen Sphäre in der klassischen Musik – Referat auf dem Internationalen musikwissenschaftlichen Kongress der Gesellschaft für Musikforschung (Leipzig 1966), Vers und Strophe in Beethovens Instrumentalmusik – Referat auf dem Beethoven-Symposium (Wien 1970), Das Wort in instrumentaler Musik: Die Ritornelle in Schuberts «Winterreise» (1986; 1996 posthum publiziert), Das Wort in Beethovens Instrumentalbegleitung (Beethoven-Studien III, 1986; 1999 posthum publiziert)
1986 hielt Goldschmidt ein Referat auf dem Carl-Maria-von-Weber-Kongress in Dresden zum Thema «Die Wolfsschlucht – eine Schwarze Messe?» und erlitt infolge heftigster Kontroversen noch während des Kongresses einen Herzinfarkt, an dem er am 19. November 1986 verstarb; in einem Nachruf im SED-Zentralorgan Neues Deutschland würdigte ihn das DDR-Kulturministerium als Nestor der marxistisch-leninistischen Musikwissenschaft in der DDR.

## Werke (nach Themenkreisen)

### Bücher
- Franz Schubert – ein Lebensbild, Deutscher Verlag für Musik, 7. Auflage, Leipzig 1980
- Um die Sache der Musik. Reden und Aufsätze, Reclam, jun., 2. erweiterte Auflage, Leipzig 1976
- Beethoven – Werkeinführungen, Reclam-Verlag, Leipzig 1975
- Die Erscheinung Beethoven (Beethoven-Studien I), Deutscher Verlag für Musik, Leipzig 1985
- Um die Unsterbliche Geliebte. Eine Bestandsaufnahme (Beethoven-Studien II), Deutscher Verlag für Musik, Leipzig 1977; erweiterte Ausgabe Um die Unsterbliche Geliebte. Ein Beethoven-Buch, Rogner & Bernhard, München/Berlin 1980; in Englisch: All About Beethoven's Immortal Beloved. A Stocktaking, Übers. John E Klapproth, Charleston, SC: CreateSpace 2014.
- Das Wort in instrumentaler Musik: Die Ritornelle in Schuberts «Winterreise» (1986), hrsg. von Hanns-Werner Heister, von Bockel Verlag, Hamburg 1996
- Das Wort in Beethovens Instrumentalbegleitung (Beethoven-Studien III), 1986 – hrsg. von Hanns-Werner Heister, Böhlau Verlag, Köln 1999

### Bücher unter Pseudonym
- Konrad Illi: Ellen und Ott, Humanitas Verlag, Zürich 1937
- Titus Oliva: Es muß sein. Ein Lesebuch zu einem imaginären Beethoven-Film, Deutscher Verlag für Musik, Leipzig 1982

### Zu verschiedenen Komponisten
- Johann Sebastian Bach in seiner Zeit, Bach-Ausstellung, Leipzig/Berlin 1950/51
- Das Vermächtnis von Johannes Brahms. Zu seinem 120. Geburtstag, in: Musik und Gesellschaft 1953/3
- Edvard Grieg – Einige Betrachtungen zu seinem 50. Todestag, in: Musik und Gesellschaft 1957/9
- Gedanken über Hanns Eisler. Zum 60. Geburtstag, in: Musik und Gesellschaft 1958/6
- Janáček und Strawinsky. Diskussionsbeitrag auf dem Janáček-Kongress Brno, Oktober 1958, in: Musik und Gesellschaft 1958/6
- Georges Bizet, in: Aus dem Leben und Schaffen großer Musiker, Berlin 1961
- Claude Debussy, Gedenkansprache in der Deutschen Staatsoper Berlin, Berlin 1962
- Ernst Hermann Meyer: Die konzertante Sinfonie für Klavier und Orchester 1961, Eterna Schallplatten-Einführung, Berlin 1963
- Hermann Scherchen – Zum Tode des Musikers, in: Musik und Gesellschaft 1966/8
- Claudio Monteverdi, Gedenkansprache in der Deutschen Staatsoper Berlin, Berlin 1967
- Mozart: Die Cavatina des Figaro – eine semantische Analyse, in: Beiträge zur Musikwissenschaft 1973/3
- Das Violinkonzert von Ernst Hermann Meyer, in: Festschrift für Ernst Hermann Meyer zum 60. Geburtstag, Leipzig 1973
- Johannes-Passion: «Es ist vollbracht» – zu Bachs obligatem Begleitverfahren, in: Bericht über die musikwissenschaftliche Konferenz zum III. Internationalen Bach-Fest der DDR 1975, Leipzig 1977
- «Den Gesang fortsetzend» – Eine Mahler-Studie (1979/80), in: Studien zur Musikwissenschaft, Berlin 1984
- Das prosodisch-rhetorische Regulativ bei J. S. Bach, in: Beiträge zur Musikwissenschaft 1985/1

### Musik und Gesellschaft: Musikgeschichte, Musikästhetik, Populärwissenschaft
- Die Aufgaben der Musikwissenschaft, Diskussionsbeitrag auf der Gründungskonferenz des Verbandes deutscher Komponisten und Musikwissenschaftler 1951, in: Musik und Gesellschaft 1951/3
- Über die musikalische Gestalt. Referat auf dem II. Kongress des Verbandes deutscher Komponisten und Musikwissenschaftler, Leipzig 1954
- Musikgeschichte im Überblick. Teil I – Von der Urgesellschaft zur Renaissance, gemeinsam mit Georg Knepler und Ernst H. Meyer, Studienmaterial für die künstlerischen Lehranstalten, Heft 4/1956
- Vierzehn Vorlesungen über deutsche Musikgeschichte (Veröffentlichung in chinesischer Sprache, als Ergebnis der Lehrtätigkeit in der Volksrepublik China 1955/56), 1957
- Konzertbuch – Orchestermusik. Erster Teil 17. bis 19. Jahrhundert, hrsg. von K. Schönewolf, darin: Einleitung zur Periode 1789–1830, Sinfonische Musik der Französischen Revolution, Franz Schubert. Berlin 1958
- Musik und Fortschritt – Zur Problematik des musikalischen Avantgardismus, in: Periodikum für Wissenschaftlichen Sozialismus 1959, X
- Zur Methodologie der musikalischen Analyse, Vortrag auf der Jahrestagung der Gesellschaft für Musikforschung 1961, in: Beiträge zur Musikwissenschaft 1961/4
- Verantwortung und Perspektive. Aus dem Schlusswort der populärwissenschaftlichen Tagung «Wort und Schrift im Dienste des Musikverständnisses» 1961, in: Musik und Gesellschaft 1962/1
- Musikalische Gestalt und Intonation, Referat auf dem 1. Internationalen Seminar marxistischer Musikwissenschaftler, Prag 1963, in: Beiträge zur Musikwissenschaft 1963/4
- Es ging um die Heitere Muse – die Poesie des Alltags, Diskussionsbeitrag auf der Berliner Konferenz zu Fragen der Tanz- und Unterhaltungsmusik, in: Musik und Gesellschaft 1964/3
- Zu einigen Fragen der Populärwissenschaft in der Musik, in: Musik und Gesellschaft 1964/6
- Interpret und Wissenschaft, Referat auf dem I. Musikkongress, Berlin 1964, in: Musik und Gesellschaft 1964/11
- Gedanken zu einer nicht-aristotelischen Musikästhetik – Referat auf dem II. Internationalen Seminar marxistischer Musikwissenschaftler, Berlin 1965, in: Beiträge zur Musikwissenschaft 1965/4
- Über die Einheit der vokalen und instrumentalen Sphäre in der klassischen Musik – Referat auf dem Internationalen musikwissenschaftlichen Kongress der Gesellschaft für Musikforschung, Leipzig 1966, in: Deutsches Jahrbuch für Musikwissenschaft für 1966
- Musikverstehen als Postulat, in: Sammelband Musik und Verstehen, Köln 1974
- Cantando–Sonando. Einige Ansätze zu einer systematischen Musikästhetik, Berlin 1977/78, in: Musikästhetik in der Diskussion, Leipzig 1981

### Zu Schubert (Auswahl)
- Notwendige Bemerkungen zu einem Schubert-Film, in: Musik und Gesellschaft 1954/3
- Die Frage der Periodisierung im Schaffen Schuberts, Vorlesung an der Universität Paris 1958, in: Beiträge zur Musikwissenschaft 1959/2
- Zu einer Neubewertung von Schuberts letzter Schaffenszeit (1828), Referat auf dem 7. Internationalen Kongress der Gesellschaft für Musikforschung, Kongressbericht Köln 1958
- Schuberts Winterreise, Einführungsheft zur Eterna-Schallplattenkassette, Berlin 1962
- Welches war die ursprüngliche Reihenfolge in Schuberts Heine-Liedern?, in: Deutsches Jahrbuch der Musikwissenschaft für 1972, Leipzig 1974
- Eine weitere E-Dur-Sinfonie? Zur Kontroverse um die Gmunden-Gastein-Sinfonie, Referat auf dem Schubert-Kongress in Wien 1978, in: Kongressbericht Wien 1979
- Franz Schubert  zum 150. Todestag. Gedenkrede in der Deutschen Staatsoper Berlin, 1978
- Unser Schubertverständnis heute, Grundreferat auf der Schubert-Konferenz des Kulturbundes der DDR 1979, in: Musik und Gesellschaft 1978/11
- Der erste Satz der großen C-Dur-Sinfonie – eine prosodische Studie, in: Beiträge zur Musikwissenschaft 1980/1
- Franz Schubert: «Die Allmacht», Erstveröffentlichung für gemischten Chor und Klavier, Leipzig 1983
- Eine gefälschte Schubert-Sinfonie?, in: Musica 1984, Beilage zu Heft 4
- Das Wort in instrumentaler Musik: Die Ritornelle in Schuberts «Winterreise» (1986), hrsg. von Hanns-Werner Heister, Hamburg 1996

### Zu Beethoven (Auswahl)
- "Wenn sich Geist und Kraft vereinen". Beethovens "Chorfantasie" im Deutschen Nationalprogramm, in: Musik und Gesellschaft, Jg. 1 (1951), S. 166–173
- Ludwig van Beethoven und seine Zeit, illustrierter Führer durch die deutsche Beethovenausstellung, Berlin 1952
- Beethovens "Achte", ein gesellschaftskritisches Werk? Zu dem Diskussionsbeitrag von H. H. Schmitz, Heft 9/1951, in: Musik und Gesellschaft, Jg. 2 (1952), S. 10–12
- Zwei Skizzenblätter, ein Beitrag zur Programmatik Beethovens, in: Musik und Gesellschaft, Jg. 3 (1953), S. 15–18
- Ein unterschlagenes Beethoven-Zitat, in: Musik und Gesellschaft, Jg. 3 (1953), S. 18–19 (über einen Ausspruch Beethovens gegen den Kaiser, der in der deutschen Ausgabe von Thayers Beethovenbiographie nicht wiedergegeben wurde)
- Motivvariation und Gestaltmetamorphose. Zur musikalischen Entstehungsgeschichte von Beethovens Violinkonzert, in: Festschrift Heinrich Besseler zum sechzigsten Geburtstag, hrsg. vom Institut für Musikwissenschaft der Karl-Marx-Universität, Leipzig 1961, S. 389–409
- Das ominöse Opus 91, in: Harry Goldschmidt, Um die Sache der Musik, Leipzig 1970, S. 20–27
- Zitat oder Parodie?, in: Beiträge zur Musikwissenschaft, Jg. 12 (1970), S. 171–198
- Vers und Strophe in Beethovens Instrumentalmusik, in: Beethoven-Symposion Wien 1970. Bericht, Wien, Köln, Graz 1971, S. 97–120
- Der späte Beethoven. Versuch einer Standortbestimmung, in: Bericht über den internationalen Beethoven-Kongreß 10.–12. Dezember 1970 in Berlin, Berlin 1971, S. 41–58 – auch in: Musik und Gesellschaft, Jg. 21 (1971), S. 96–102
- Beethovens Anweisungen zum Spiel der Cramer-Etüden, in: Bericht über den internationalen Beethoven-Kongreß 10.–12. Dezember 1970 in Berlin, Berlin 1971, S. 545–558
- Die Erscheinung Beethoven (= Beethoven-Studien I), Leipzig 1974
- Un lieto brindisi – cantata campestre, in: Beethoven-Jahrbuch, Jg. 8, Bonn 1975, S. 157–205
- Beethoven. Werkeinführungen, Leipzig 1975
- mit Clemens Brenneis, Aspekte gegenwärtiger Beethoven-Forschung, in: Beiträge zur Musikwissenschaft, Jg. 18 (1976), Heft 1, S. 3–38 und Sonderheft zu Beethoven Aufsätze und Annotationen, 1979
- Beethovens Leonore, L.v.Beethoven-Gesamtausgabe, Eterna-Katalog, Berlin 1977
- Beethoven in neuen Brunsvik-Briefen, in: Beethoven-Jahrbuch, Jg. 9, Bonn 1977, S. 97–146
- Kunstwerk und Biographie, Referat auf dem Internationalen Beethoven-Kongress, Berlin 1977, in: Musik und Gesellschaft 1977/3
- Das Wort in Beethovens Instrumentalbegleitung (= Beethoven-Studien III), 1986 – hrsg. von Hanns-Werner Heister, Böhlau Verlag, Köln 1999

## Nachlass
- Mus. NL H. Goldschmidt. Deutsche Staatsbibliothek zu Berlin, Preußischer Kulturbesitz, Musikabteilung.